# Herbert Westrell
Herbert Westrell, född 1910, död 2003, var en svensk konsertpianist och pianopedagog. Han var verksam som pianopedagog vid Stockholms borgarskola och Kungliga musikhögskolan i Stockholm. Han var pianoelev till Henning Mankell d.ä. från 1918, studerade pianospel vid Musikaliska akademien i Stockholm 1928-1934. Han var elev till Gottfrid Boon från 1935 och hade en viktig roll i det 1962 bildade Gottfrid Boonsällskapet, som senare ombildades till sällskapet Pro Piano.
1936 debuterade Westrell som konsertpianist i Stockholm.
Under lång tid var han uttolkare av Mankells musik och spred den till en stor mängd pianostuderande.